# 色差

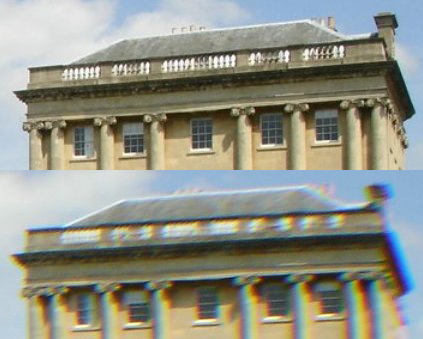
同一场景两张由不同镜头拍出的照片比较：上方的照片来自更高质量的镜头，下方的照片则出现了明显的色散，特别是在房顶右侧的部分，可以看到明显的紫边。

色散（英語：Chromatic Aberration，简称CA）是指光学上透镜无法将各种波长的色光都聚焦在同一点上的现象。它的产生是因为透镜对不同波长的色光有不同的折射率（色散现象）。对於波长较长的色光，透镜的折射率较低。在成像上，色散表现为高光区与低光区交界上呈现出带有颜色的“边缘”，这是由于透镜的焦距与折射率有关，从而光谱上的每一种颜色无法聚焦在光轴上的同一点。色散可以是纵向的，由于不同波长的色光的焦距各不相同，从而它们各自聚焦在距离透镜远近不同的点上；色散也可以是横向或平行排列的，由于透镜的放大倍数也与折射率有关，此时它们会各自聚焦在焦平面上不同的位置。

## 消色散的方法
在人们使用透镜的最早期，减小色散的方法是尽可能地增加透镜的焦距。这样的例子包括十七世纪由惠更斯设计的航空望远镜，这是一种镜身极长的折射望远镜。牛顿建立的白光是由多种色光组成的理论使他得出结论，不同色光的折射率不同是导致产生色散的原因。他从而於1668年发明了牛顿反射望远镜。
在透镜的成像中存在一点，被称作最小模糊圆，在那里色散可以被降低到最小。如果使用消色散透镜则可进一步降低色散，消色散透镜是用不同折射率和色散的材料组合构成的复合透镜。最常见的复合透镜是双合透镜，其组成为冕牌玻璃和燧石玻璃。这种方法虽然不能完全消除色散，但可以使色散在一段特定的波长范围内得到有效降低。若将两个以上透镜合并使用，这种消除色散的效果可得到进一步提升，例如复消色散透镜。消色散透镜的应用在光学显微镜和望远镜的发展中是很重要的一个进步。
此外，多种类型的玻璃制造都基于了降低色散的考虑，其中最著名的例子是含有萤石成分的玻璃被广泛应用在镜头中。这种混合型的玻璃具有非常低的光学色散特性，仅采用两块这种玻璃组成的复合透镜就可以达到很高的消色散效果。
除了消色散双合透镜外，采用衍射光学器件也可达到消色散的目的。衍射光学器件对於光学玻璃和塑料的色散特性有抵消效果。在可见光波段，衍射对应的阿贝数大约在-3.5。衍射光学器件的制造可以通过金刚石切削技术来进行。
|  |  |  |
|  |  |  |

## 色散公式

### 单球面色散
单球面的色散由下式给出：
"L色"=
{\displaystyle {\frac {y*n*i}{n'[k]*u'[k]^{2}}}*({\frac {\Delta n}{n}}-{\frac {\Delta n'}{n'}})}。
其中
- y 为入射点到光轴的距离
- n 为第一介质的折射率
- n' 为第二介质的折射率
- i 为入射角

### 同轴球面系的色散
同轴球面系的色散由下式给出：
"L'色"=L色"*{\displaystyle {\frac {n[1]*u[1]^{2}}{n'[k]*u'[k]^{2}}}+}
{\displaystyle \sum {\frac {y*n*i}{n'*u'^{2}}}*({\frac {\Delta n}{n}}-{\frac {\Delta n'}{n'}})}。

### 薄透镜组的色散
同轴薄透镜系的色散由下式给出：
"L'色[k]"=L色[1]"*{\displaystyle {\frac {u[1]^{2}}{u'[k]^{2}}}}
{\displaystyle -{\frac {1}{u'[k]}}*\sum {\frac {y^{2}}{f*V}}}。

#### 薄透镜的近轴色散
薄透镜的近轴色散由下式给出：
"L色"={\displaystyle -{\frac {l'^{2}}{f*V}}}
其中 f 为薄透镜的焦距，V为阿贝数，l'为像距。
当物体在无穷远时， l'=f，于是
"L色"={\displaystyle -{\frac {f}{V}}}

#### 消色散的双合透镜
对於由两个薄透镜拼接成的双合透镜，人们采用透镜材料的阿贝数来计算双合透镜的合适焦距，从而来保证消色散的准确性。假设对黄色的夫琅禾费D线（589.2纳米），两个薄透镜的焦距分别为{\displaystyle f_{1}\,}和{\displaystyle f_{2}\,}，
则消色散条件为:
{\displaystyle f_{1}=f*{\frac {V_{1}-V_{2}}{V_{1}}}}
{\displaystyle f_{2}=f*{\frac {V_{2}-V_{1}}{V_{2}}}}
由此，消色散效果满足条件：
{\displaystyle f_{1}\cdot V_{1}+f_{2}\cdot V_{2}=0\,}
其中{\displaystyle V_{1}\,}和{\displaystyle V_{2}\,}分别是两个透镜材料的阿贝数。由于通常意义的阿贝数都是正值，则两个焦距之一必须为负值，即透镜之一需为凹透镜。
从而双合透镜的总焦距的倒数等于两个薄透镜的焦距倒数之和：
{\displaystyle {\frac {1}{f}}={\frac {1}{f_{1}}}+{\frac {1}{f_{2}}}\,}
这一条件能保证这一焦距对应着蓝色的夫琅禾费F线（486.1纳米）和红色的夫琅禾费C线（656.3纳米），而对於其他波长的可见光，焦距只是近似等于这个值。
例子；冕牌玻璃 "V1 =60,燧石玻璃V2=36,f=5厘米
得 冕牌玻璃凸透镜 焦距 f1=3厘米，燧石玻璃凹透镜焦距 f2:=-7.5厘米。

### 近轴二级光谱
上列关于消色散的讨论是针对F线和C线的，二黄D线的焦距就会短些，蓝g线的焦距就会长了些。在C、F线消色散的情况下，其他谱线的偏差称为二次色散。

## 图像处理中的消色散
在图像的后期处理中，消色散的方法通常为缩放边缘颜色通道，或减去部分缩放后的边缘通道。
对有些镜头而言，产生色散的程度和相机焦平面上接收到的成像的矩形几何有很复杂的关联，因此通过几何上的处理来矫正色散可能会很困难。而后期软件则很有可能不具备足够的复杂性和数据来正确地对图像进行矫正，即使是当受影响的成像物体近似位于同一焦平面上。
所有采用CMOS感光器的尼康数字单反相机，以及所有松下采用微4/3系统的Lumix系列相机，在机内直出JPEG图像时都会进行上述处理。而尼康数字单反相机还会将矫正数据保存在RAW格式图像中，以便后期软件使用。

### 摄影

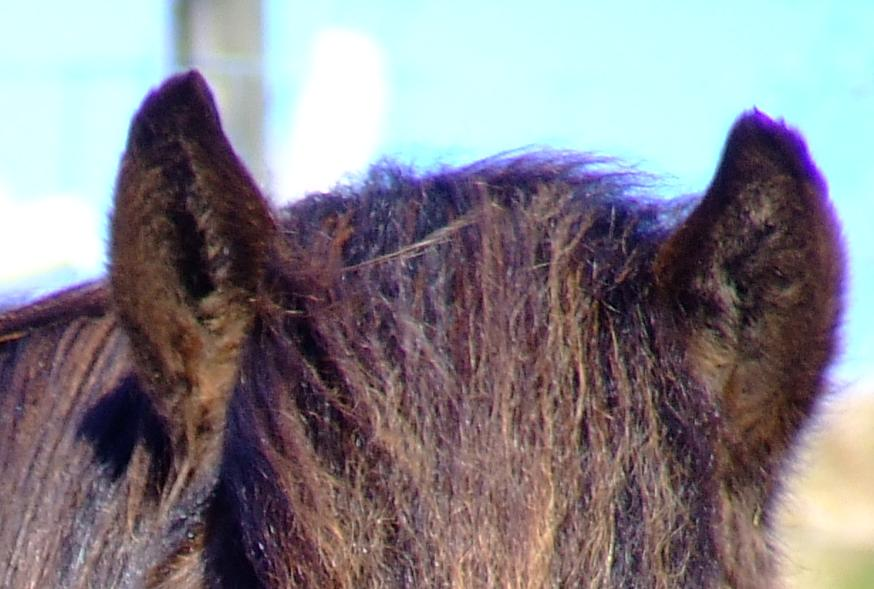
照片中马的额毛、鬃毛和耳朵的边缘上有明显的紫边

在摄影中，“紫边”一词经常用来替代色散，不过并不是所有的紫边都是由于色散产生的：镜头耀光也有可能在高光区周围产生类似的颜色边缘。对数位相机而言，高光区或暗部周围的颜色边缘也有可能来自感光器，这是由于对不同的颜色感光器具有不同的动态范围或灵敏度，从而导致它能够对一两个通道保留细节，而造成剩余通道超出动态范围而无法寄存。此外，机内的某些去马赛克算法也有可能对紫边的产生程度有所影响。还有一个产生紫边的原因来自很微小的微透镜的色散，这些微透镜的作用是使CCD或CMOS上的每一个像素接受到更多的光。这些微透镜是对绿光正确对焦的，从而对红光和蓝光无法正确对焦而在高光区边缘产生紫边。对於各种画幅的相机这都是个普遍问题，而有些相机采用像素间距很小的CCD感光器（如便携型相机），这种问题更为突出。针对这一问题，松下的Lumix系列以及较新的尼康数字单反相机有特别的机内处理。

### 黑白摄影中的色散
在黑白摄影中，色散的影响也不可忽视：虽然在图像中只有灰度没有颜色，色散会使画面变得模糊。此时可用窄带颜色滤波的方法降低色散，或者将一个单一颜色通道转为黑白。不过这种方法往往需要很长的曝光时间（当然，这只是对全色的黑白胶片而言的，因为正色胶片仅对有限的频谱感光。）